# Jean-Louis Giovannoni
Jean-Louis Giovannoni (Parigi, 7 gennaio 1950) è uno scrittore e poeta francese.

## Biografia
Nato da padre infermiere di origine corsa e da madre assistente infermieristica di origine italiana, 
Jean-Louis Giovannoni ha conseguito il diploma di assistente sociale nel 1974. Inizia la sua attività prendendosi cura delle persone di età superiore agli ottant'anni che vivono al loro domicilio. Ma è soprattutto in un settore dell'assistenza psichiatrica per adulti (EPS Maison Blanche, ospedale psichiatrico) che eserciterà la sua professione per più di trentacinque anni. È stato uno studente e membro dell'équipe della psichiatra Hélène Chaigneau (Psicoterapia istituzionale), morta nel 2010.
Nel 1972, con un gruppo di giovani assistenti sociali, ha fondato la rivista Champ social, edita dalle Éditions Solin. Nel 1977 crea, con Raphaële George (alias Ghislaine Amon), la rivista Les Cahiers du double che dirigono in coppia fino al 1981.
Effettua letture di poesia nelle carceri e ha tenuto per più di due anni laboratori di scrittura con i malati di mente in un gruppo di mutuo soccorso a Reims e successivamente con giovani autistici, come parte di un istituto di supporto al lavoro artistico e culturale parigino. Da qualche anno è animatore di laboratori di scrittura nelle scuole primarie e superiori.
Dal 2005 al 2007 è stato membro del comitato editoriale della rivista Le Nouveau Recueil. Ha ricevuto il Premio Georges Perros nel 2010 ed è stato presidente della Maison des écrivains et de la littérature (Mel) dal giugno 2011 al giugno 2012.
Dal settembre 2018 al giugno 2019: residenza d'autore della regione Île-de-France al liceo professionale Paul-Bert di Maisons-Alfort, collaborazione con l'Ecole nationale vétérinaire d'Alfort  (ENVA), il Musée Fragonard e il liceo Eugène-Delacroix. Atelier di scrittura con i liceali e il personale della Scuola di Veterinaria; letture e incontri letterari e artistici, esposizione della piitrice Stéphanie Ferrat.

## Opere

### Prosa
- La Boucherie, Éditions Œ, (supplemento alla rivista Sgraffite n.11/12), Marsiglia, 1982.
- L'Absence réelle, con Raphaële George, Le Muy, Francia, Edizioni Unes, 1986; nuova edizione con opere inedite di Raphaële George: Double intérieur, Éditions Lettres Vives, 2014, ISBN 978-2-914577-57-1
- Le Bon morceau, con fotografie di Marc Trivier, Parigi, Francia, nota di Pierre Vilar, Edizioni Les Autodidactes, 1992
- L’Élection, con fotografie di Marc Trivier, Bruxelles, Belgio, Editore Didier Devillez, 1994[5], 1996, ISBN 978-2-87704-096-9
- Journal d'un veau, roman intérieur, nota di Pierre Vilar, tiratura di testa con opera di Gilbert Pastor, Montolieu, Francia, editore Deyrolle, 1996; nuova edizione: Edizioni Léo Scheer, con prefazione inedita dell'autore, Parigi, Francia, 2005, ISBN 978-2-7561-0004-3[6][7]
- Traité de la toile cirée (e altri testri), con una nota di Jean-Patrice Courtois, Bruxelles, Belgio, Deyrolle editore / Didier Devillez editore, 1998, ISBN 978-2-87396-018-6[8]
- Le Lai du solitaire, roman intérieur, Parigi, Francia, Edizioni Léo Scheer, 2005, ISBN 978-2-915280-82-1 - Esemplari di testa con incisione di Vincent Verdeguer[9]
- S'emparer, essayage, con Des monstres et prodiges di Ambroise Paré, Parigi, Francia, collana Anciens/Modernes, Edizioni 1: 1, 2007, ISBN 978-2-95190-374-6
- Voyages à Saint-Maur, Seyssel, Francia, collana "Recueil", Edizioni Champ Vallon, 2014, ISBN 978-2-87673-922-2
- Sous le seuil, Nizza, Francia, Edizioni Unes, 2016, ISBN 978-2-87704-167-6
- L'Échangeur souterrain de la gare Saint-Lazare, roman intérieur, Nizza, Francia, Edizioni Unes, 2020, ISBN 978-2-87704-217-8

- Au présent de tous les temps, correspondances, Jean-Louis Giovannoni & Bernard Noël, prefazione di Nicolas Pesquès, Nizza, Francia, Edizioni Unes, 2022, ISBN 978-2-87704-246-8

- Le Grand vivier, journal: récolte 2020-2021, Nizza, Francia, Edizioni Unes, 2023, ISBN 978-2-87704-260-4

### Poesia
- Garder le mort, prefazione di Jean-Luc Maxence, Francia, Parigi, Edizioni Athanor, collana "Jean-Luc Maxence", 1975 e II Edizione 1976; III edizione in Les Choses naissent et se referment aussitôt, Le Muy, Francia, Edizioni Unes, 1985; IV edizione, Le Muy, Francia, nota di Bernard Noël, Edizioni Unes, 1991; V edizione con prefazione di Bernard Noël, seguito da Mère, Les Cabannes, Francia, Edizioni Fissile, 2009, ISBN 978-2-916164-29-8; VI edizione, con una versione preliminare e alcune poesie inedite, Nizza, Francia, Edizioni Unes, 2017
- Les mots sont des vêtements endormis, Le Muy, Francia, Edizioni Unes, 1983
- Ce lieu que les pierres regardent, prefazione Roger Munier, Parigi, Francia, Edizioni Lettres Vives, collana "Terre de poésie", 1984, ISBN 978-2-903721-11-4
- Les choses naissent et se referment aussitôt (poesie dal 1974 al 1984), Le Muy, Francia, Edizioni Unes, 1985, ISBN 978-2-87704-028-0
- L'Immobile est un geste (poesie dal 1982 al 1989), Le Muy, Francia, Edizioni Unes, 1989
- Pas japonais, Le Muy, nota di Pierre Vilar, Francia, Edizioni Unes, 1991
- L'Invention de l'espace, Castellare-di-Casinca, Francia, Edizioni Lettres Vives, collana "Terre de poésie", 1992, ISBN 978-2-903721-48-0
- Chambre intérieure, con riproduzioni di dipinti di Gilbert Pastor, Le Muy, Francia, Edizioni Unes/PM, 1996, ISBN 978-2-87704-096-9
- Greffe, con riproduzioni di dipinti di Vincent Verdeguer, Draguignan, Francia, Edizioni Unes/PM, 1999, ISBN 978-2-87704-116-4
- Danse dedans, Parigi, Francia, Edizioni Prétexte, 2005, ISBN 978-2-912146-23-6[10]
- T'es où? Je te vois!, edizione bilingue francese-inglese, Gigondas, Francia, Edizioni Atelier des Grames, 2009
- Ce lieu que les pierres regardent, suivi de Variations, Pas japonais et L'Invention de l'espace, prefazione di Gisèle Berkman, Castellare-di-Casinca, Francia, Edizioni Lettres Vives, collana "Terre de poésie", 2009, ISBN 978-2-914577-43-4
- Ne bouge pas!, fotografie di Marc Trivier, Bruxelles, Belgio, Edizioni La Pierre d'Alun, contiene un CD audio con il testo letto dall'autore, 2011
- Envisager, sous les portraits de Gilbert Pastor, Castellare-di-Casinca, Francia, Edizioni Lettres Vives, collana "Terre de poésie", 2011, ISBN 978-2-914577-46-5[11][12][13]
- Issue de retour, Nizza, Francia, Edizioni Unes, 2013, ISBN 978-2-87704-149-2
- Les mots sont des vêtements endormis, (nuova edizione), Nizza, Francia, Edizioni Unes, prefazione di François Heusbourg, postfazione dell'autore con frammenti inediti, 2014 (nuova edizione nel 2016), ISBN 978-2-87704-155-3
- L'air cicatrise vite (fragments 1975-1985), Nizza, Francia, Edizioni Unes, 2019, ISBN 978-2-87704-201-7
- Le visage volé, poésies complètes 1981-1991, prefazione di François Heusbourg, con una grafica di Jaume Plensa per gli esemplari di testa, Nizza, Francia, Edizioni Unes, 2021, ISBN 978-2-87704-229-1

- Tout corps entame, con riproduzione di inciaioni di Philippe Duthilleul, Baume-les-Dames, Edizioni Æncrages & Co, 2023, ISBN 978-2-35439-112-6

### Bibliofilia - Edizioni a tiratura limitata
- Le Visage volé, con un dipinto di Christine Davenne, Trans-en-Provence, Francia, Edizioni Unes, 1981
- Le Corps immobile, con dipinti di Ghislaine Amon, Trans-en-Provence, Francia, Edizioni Unes, 1982
- Au fond de l'air, con fotografie di Fabienne Vallin, Trans-en-Provence, Francia, Edizioni Unes, 1982
- On naît et disparaît à même l'espace, Béthune, esemplari della tiratura di test con opere di Francis Braun, Francia, Edizioni Brandes, 1985
- La Main de Raphaële George, Béthune, Francia, Edizioni Brandes, 1986
- Le Passeur, con dipinti di Raquel, Le Muy, Francia, Edizioni Unes, 1987
- Entre le sol, con dipinti di Ghislaine Amon, Le Muy, France Edizioni Unes, 1995
- Enclaves envisagées, fotoincisioni di Catherine Bolle, Lausanne / Pully, Pierre Magnenat / Edizioni Raymond Meyer, 1997[2]
- Parce que je le vaux bien (version brune et version blonde), Draguignan, Francia, Edizioni Unes, (fuori commercio) 2001
- Perspectives salines, con un'incisione originale su linoleum di Vincent Verdeguer, Galerie Akié Arichi, Parigi, 2001
- L'Invitation au voyage, con un'opera originale di Vincent Verdeguer, Trans-en-Provence, Edizioni Note, 2002
- Meurtre au champ, con una fotografia originale di Marc Trivier, Trans-en-Provence, Edizioni Note, 2004
- La convocation, con un dipinto originale di Gilbert Pastor, Trans-en-Provence, Edizioni Note, 2005
- Prise d’otages, con un'incisione ritoccata a mano di Franck Charlet, Blois, Éditions du Solier, 2007
- Lieux glissés, con un dipinto originale di Yves Berger, Trans-en-Provence, Edizioni Note, 2008
- Blattes, illustrazioni di Stéphanie Ferrat, Edizioni Pavupapri, [collana "Les Moches", n.1], Marcoux-le-Bas, 2010
- Lombric, illustrazioni di Stéphanie Ferrat, Marcoux-le Bas, Edizioni les mains, [collana "Les Moches", n.2], 2012
- Fécondation de la figue, illustrazioni di Stéphanie Ferrat, Marcoux-le Bas, Edizioni les mains, [collana "Les Moches", n.3], 2012
- Air sous verre, con quattro dipinti originali di Vincent Verdeguer, Edizioni Arichi, Parigi, 2012
- Ici n’a pas lieu, illustrazioni di Stéphanie Ferrat, Nizza, Francia, Edizioni Unes, 2013
- Sangsue, illustrazioni di Stéphanie Ferrat, Marcoux-le Bas, Edizioni les mains, [collana "Les Moches", n.4], 2013
- Mouche verte, illustrazioni di Stéphanie Ferrat, Marcoux-le Bas, Edizioni  les mains, [collana "Les Moches", n.5], 2013
- Cloporte, illustrazion9 di Stéphanie Ferrat, Marcoux-le Bas, Edizioni les mains, [collana "Les Moches", n.6], 2013
- Tænia, illustrazioni di Stéphanie Ferrat, Marcoux-le Bas, Edizioni les mains, [collana "Les Moches", n.7], 2014
- Trou d’eau, illustrazioni di Stéphanie Ferrat, Marcoux-le Bas, Edizioni les mains, [collana "Les Moches", n.8], 2014
- Lait de puceron, illustrazioni di Stéphanie Ferrat, Marcoux-le Bas, Edizioni les mains, [collana "Les Moches", n.9], 2014
- Mangeoire, illustrazioni di Stéphanie Ferrat, Marcoux-le Bas, Edizioni les mains, [collana "Les Moches", n.10], 2015
- Pou de tête, illustrazioni di Stéphanie Ferrat, Marcoux-le Bas, Edizioni les mains, [collana "Les Moches", n.11], 2015
- Morpion, illustrazioni di Stéphanie Ferrat, Marcoux-le Bas, Edizioni les mains, [collana "Les Moches", n.12], 2015
- Territoires, con dipinti originali di Stéphanie Ferrat, Edizioni Approches, Vitray, 2015
- Compotier, illustrazioni di Jacky Essirard, Angers, Atelier de Villemorge, 2015
- Faim, illustrazioni di Vincent Verdeguer, Nizza, Francia, Edizioni Unes, 2016
- Oxyures, illustrazioni di Stéphanie Ferrat, Marcoux-le-Bas, Edizioni les mains, [collana "Les Moches", n.13], 2016
- Poisson d'argent, illustrazioni di Stéphanie Ferrat, Marcoux-le-Bas, Edizioni les mains, [collana "Les Moches", n.14], 2017
- Nécrophore, illustrazioni di Stéphanie Ferrat, Marcoux-le-Bas, Edizioni les mains, [collana "Les Moches", n.15], 2017
- Incarnation, illustrazioni di Stéphanie Ferrat, Barras, Edizioni les mains, [collana "Atteintes", n.1], 2020
- Plein vol, illustrazioni di Stéphanie Ferrat, Paris, Edizioni Arichi, 2021
- Dévorations lentes, illustrazioni di Vincent Verdeguer, tirage limité, Nizza, Francia, Edizioni Unes, 2021
- Plaies, illustrazioni di Stéphanie Ferrat, Ampus, Edizioni les mains, [collana "Atteintes", n.2], 2021

### Saggi e altri testi
- L'orgueil bat son plein, in Les Péchés capitaux (l'Orgueil) con Jean-Didier Vincent e Ben, edizioni del Centre Georges Pompidou 1997, ISBN 978-2-85850-933-1
- Jean-Luc Parant: Traite de physique parantale, (saggio), Parigi, Francia, Edizioni Jean-Michel Place, collana "Poésie", 2006, ISBN 978-2-85893-841-4[14]
- Jean-Louis Giovannoni - Bernard Noêl, Au présent de tous les temps. Correspondances, Nizza, Francia, Edizioni Unes, 2022

### Testi e libri tradotti
- Ein Ort im Blik der Steine (Ce lieu que les pierres regardent), edizione bilingue, prefazione di Michel Camus, traduzione di Jutta Legueil, Stoccarda, Germania, Verlag Jutta Legueil, 1989
- Variazioni su una frase di Friedrich Hölderlin (Variations sur une phrase de Friedrich Hölderlin), traduzione di Edoardo Costadura, con articoli di Edoardo Costadura e Pierre Vilar, seguito da un testo di Carlo Sini, in "IDRA, Semestrale di Letteratura", Milano, Italia, Edizioni Anabasi, 1993, ISBN 88-417-9011-3, pagg. 79-125
- El Mismo y Otro / Le Même et l'Autre, Antologia de la Nueva Poesia en Lengua Francesa, presentazione di Bernard Noël, testi: On naît et disparaît à même l'espace, Le Bon morceau, Le Passeur, traduzione in spagnolo di Aurélio Asiain, pagg. 56-65, Ediciones El Tucan de Virginia, Messico, 1996
- Invention of space (L'Invention de l'espace), Japanese Steps (Pas Japonais), traduzioni in inglese di Raphaëlle Dedourge e Michael Tweed, Toronto (Canada), Pensum Press, 1997[15]
- Pasos de piedra (Pas japonais), traduzione di Sergio Avalos, Città del Messico, Messico, Ediciones Monte Carmelo, 2004
- Mangiatoia (Mangeoire), traduzione italiana di Marco Rota, incisione originale di Luciano Ragozzino, Milano, Edizioni Il ragazzo innocuo, 2014[16]
- Cimice dei letti (Punaise de lit), traduzione italiana di Marco Rota, incisione oroginale di Luciano Ragazzino, Milano, Edizioni Il ragazzo innocuo, 2016[17]
- Tænia (Taenia), traduzione italiana di Marco Rota, incisione originale di Luciano Ragozzino, Milano, Edizioni Il ragazzo innocuo, 2016[18]
- Piattola (Morpion) e Pidocchio (Pou de tête), traduzione italiana di Marco Rota in "Testo a fronte, rivista di teoria e pratica della traduzione letteraria", n.55, II Semestre 2016, pagg. 186-193
- Blatte (Blattes) ed estratti da Garder le mort  e Ce lieu que les pierres regardent, traduzione italiana di Marco Rota con un testo di presentazione: Poesia per scacciare la paura, in "Poesia" n.331, novembre 2017, pagg. 49-61[19]
- Estratti da Sous le seuil, traduzione tedesca di Beate Thill, in: "Die Horen" n.267, Gottingen, 2017
- Estratti da Ce lieu que les pierres regardent, traduzione italiana di Marco Rota con un testo di presentazione: Jean-Louis Giovannoni, la morte colta nel vivo in "Poeti e Poesia, rivista internazionale", n.44, agosto 2018, pagg. 72-81
- Den Toten Bewachen (Garder le mort), edizione bilingue, postfazione di 'Éric Vuillard, traduzioe tedesca di Paula Scholemann e Christoph Schmitz-Scholemann, Coesfeld, Germania, Elsinor Verlag, 2021, ISBN 978-3942788571
- Pesciolino d'argento (Poisson d'argent), traduzione italiana di Marco Rota, incisione originale di Luciano Ragozzino, Milano, Edizioni Il ragazzo innocuo, 2022[20]

### Traduzioni
- Le Gardeur de troupeaux, poesia di Alberto Caeiro, Fernando Pessoa, traduzione dal portoghese di Rémy Hourcade e Jean-Louis Giovannoni, Le Muy, Francia, Edizioni Unes, 1986, Nuova traduzione di Jean-Louis Giovannoni, Rémy Hourcade e Fabienne Vallin, Nizza, Francia, Edizioni Unes, 2018, ISBN 978-2-87704-18-98
- Hormis tes entrailles, Miguel Hernández, scelta di poesie, traduzione dallo spagnolo di Alejandro Rojas Urrego e Jean-Louis Giovannoni, Draguignan, Francia, Edizioni Unes, 1989
- Poèmes jamais assemblés di Alberto Caeiro, Fernando Pessoa, traduzione dal portoghese di Jean-Louis Giovannoni, Isabelle Hourcade, Rémy Hourcade e Fabienne Vallin, Nizza, Francia, Edizioni Unes, 2019, ISBN 978-2-87704-20-86

### Articoli
- Jacques Ancet, Les choses naissent et se referment aussitôt, in Recueil n.4/5, edizioni Champ Vallon, 1986, p. 235-238.
- Pierre Vilar, Journal d'un veau, in Le Nouveau Recueil n.39, edizioni Champ Vallon, giugno-agosto 1996.
- Jean-Patrice Courtois, par une sorte d'emballage de la voix, nella rivista Théodore Balmoral n.26-27, p. 123-128, primavera-estate 1997
- Martine Bercot / Henneton Anne, Jean-Louis Giovannoni in Dictionnaire des Lettres Françaises, le xxe siècle, p. 493-494, La Pochothèque, 1998
- Edoardo Costadura, Pour dérouler la toile de Jean-Louis Giovannoni, in Le Nouveau Recueil n. 53, Champ Vallon, p. 160-170, dicembre 1999 - febbraio 2000
- Jean-Pierre Sintive, L'attente palpable; Lionel Destremau, Petit partage de la toile cirée; Valérie Rouzeau, On ne voulait pas de corps; Ariane Dreyfus, La Bordure; Cédric Demangeot, Le veau vomit le poète; Emmanuel Laugier, Une espèce de peau mince; Patrick Wateau, C'est entendu, in L'Atelier Contemporain n.1, p. 311-353, primavera-estate 2000
- Pierre Vilar, Jean-Louis Giovannoni, in Dictionnaire de Poésie de Baudelaire à nos jours, PUF, 2001ISBN 978-2-130509-40-0, p. 299-300
- Arno Bertina, Les coudées franches (à propos de Jean-Louis Giovannoni) in Singularités du sujet, huit études sur la poésie contemporaine, Prétexte éditeur, collana Critique, aprile 2002, p. 56-64 ISBN 2-912146-12-7
- Jean-Patrice Courtois, Les énonciations multiples de Jean-Louis Giovannoni, in Présence du sujet dans la poésie contemporaine (1980-2008), Figuration, configurations et postures énonciatives, sous la direction d'Élisa Bricco, pubblicazione dell'Università di Saint-Étienne, 2008, ISBN 978-2-86272-598-7
- Franck Venaille, Giovannoni: faire le mort, in C'est nous les Modernes, collana Poésie / Flammarion, ISBN 978-2-0812-3200-6, p. 209-210, 2010
- Ariane Dreyfus, La lampe allumée si souvent dans l'ombre, collana En lisant en écrivant, Edizioni Corti, ISBN 978-2-7143-1099-6, p. 172-174, 2012
- Dominique Rabaté, Gestes Lyriques, collana Les Essais, Edizioni Corti, ISBN 978-2-7143-1109-2, p. 213-214, 2013
- Le Matricule des anges, dossier: Jean-Louis Giovannoni, poète de l'intensif, foto di Olivier Roller; articoli di Emmanuel Laugier con un'intervista all'autore e un inedito (Pou de tête: Les Moches), p. 16-27, n.154, giugno 2014
- Le Monde, Le feuilleton d'Éric Chevillard:  Équilibres précaires, venerdì 27 giugno 2014, p. 8 Monde des Livres, 70 anno - n.21598
- Rivista Europe, dossier Jean-Louis Giovannoni, articoli di Gisèle Berkman: Que fait-il quand il écrit ?; Christine Caillon:  Sans cesse à l'essayage; Arno Bertina:  Qu'est-ce qu'un ami?; intervista con Gisèle Berkman:  Lorsque j'écris je ne suis pas seul; inediti: Pollinisation et Punaise de lit, p. 99-139, n. 026, ottobre 2014, ISBN 978-2-351-50067-5
- Le Monde, Le feuilleton d'Éric Chevillard: La vie commune, 3 giugno 2016
- Médiapart: La sévère leçon de choses de Jean-louis Giovannoni, di Patrice Beray, 6 agosto 2016
- Rivista À L'index n.31, settembre 2016, Dossier Jean-Louis Giovannoni / ARPO - Tarn en Poésie 2016 - Inediti e interviste - articoli di Emmanuel Laugier, Bernard Noël, James Sacré, Jean-Claude Tardiff
- Revue des Sciences Humaines, n.339, Jean-Louis Giovannoni, Les gestes des mots, testi raccolti da Gisèle Berkman di: Maurice Benhamou, Gisèle Berkman, Marc Blanchet, Anaïs Bon, Christine Caillon, Hélène Chaigneau, Isabelle Chol, Edoardo Costadura, Ludovic Degroote, Sylvie Doizelet, Antoine Emaz, Pauline Galli-Andréani, Raphaële George, Jean-Louis Giovannoni, Antoine Graziani, François Heusbourg, Hélène Laplace-Claverie, Emmanuel Laugier, Anne Maurel, Daniel Mesguich, Bernard Noël, Angèle Paoli, Nicolas Pesquès, Véronique Pittolo, Dominique Rabaté, Antonio Ramos Rosa, Marco Rota, François Trémolières, Pierre Vilar, Eric Vuillard, (foto di Fabienne Vallin, Matthieu Giovannoni, Rachel Erlich-Giovannoni, Vincent Verdeguer), Villeneuve-d'Ascq, Presses Universitaires du Septentrion, ottobre 2020

### Interviste
- Rivista Prétexte numéro ultimum, Entretien décroisé con Arno Bertina, estate-autunno 1999
- Arno Bertina, L'externement abusif, intervista, in inculte n.16, rivista letteraria e filosofica, 2008, p. 34-42 ISBN 978-2-916940-06-9
- Anciens-Moderns, intervista registrata intorno alla musica di György Ligeti con Danielle Cohen-Lévinas, Colloquio: Ligeti autrement, Centro di documentazione per la musica contemporanea[21], 2008
- Écrire c'est visager, intervista con Nolwenn Euzen[22], 2008
- Gisèle Berkman, Les mots ne contiennent pas assez, Intervista, in Rue Descartes n.65, rivista del Collège international de philosophie, tema: Clair / Obscur, PUF, 2009, p. 84-97, ISBN 978-2-13-057320-3
- Intervista e lettura registrata alla libreria Divan, con Gisèle Berkman, 1* ottobre 2009
- Revue secousse n.8 (rivista online), intervista registrata con Anne Segal e Gérard Cartier[23], novembre 2012
- Intervista a Gisèle Berkman, registrata al seminario di Gisèle Berkman presso il Collège international de philosophie (CIPh) sul tema: Que peut encore l'écriture?, 19 aprile 2013